# Veruda
Veruda (in croato Veruda o Fratarski otok) è un isolotto disabitato della Croazia, situato lungo la costa sudoccidentale dell'Istria, poco a sud Pola.
Amministrativamente appartiene alla città di Pola, nella regione istriana.

## Geografia
Veruda si trova tra l'imboccatura del porto omonimo (luka Veruda) e quello di valle Saline (uvala Soline). Lo stretto Selina (prolaz Selina), che mette in comunicazione le due insenature, separa l'isolotto dalla terraferma a nord, mentre la valle Bocche False (Vratnik) lo separa a est. Nel punto più ravvicinato, Veruda dista 120 m dalla terraferma.
L'isolotto ha una forma irregolare e misura 605 m di lunghezza e 530 m di larghezza massima nella parte meridionale. Ha una superficie di 0,19 km² e uno sviluppo costiero di 1,88 km. A nordovest, raggiunge un'elevazione massima di 20 m s.l.m.
Veruda fa parte della provincia francescana di San Girolamo con sede a Zara e vi si trova il monastero di Santa Maria, costruito dall'ordine nel XVIII secolo e chiuso nel 1806 durante il regno di Napoleone. Da allora l'isola è anche conosciuta come isola dei Frati. I Francescani non vi tornarono fino al 1920, ovvero alla costruzione del nuovo monastero di Sant'Antonio da Padova a Pola.
A Veruda, collegata alla terraferma da un traghetto, si organizzano campi estivi, raduni di scout, immersioni nelle acque circostanti e altre attività turistiche.

### Isole adiacenti
Poco più a sud di Veruda si trovano:
- Frascher Piccolo
- Frascher Grande

### Cartografia
- (HR) Mappa topografica della Croazia 1:25000, su preglednik.arkod.hr. URL consultato il 16 gennaio 2017.